# Burlington (Kentucky)
Burlington és una concentració de població designada pel cens dels Estats Units a l'estat de Kentucky. Segons el cens del 2000 tenia 10.779 habitants.

## Demografia
Segons el cens del 2000, Burlington tenia 10.779 habitants, 3.799 habitatges, i 2.887 famílies. La densitat de població era de 492,5 habitants/km².
Dels 3.799 habitatges en un 42,9% hi vivien nens de menys de 18 anys, en un 62,3% hi vivien parelles casades, en un 10,2% dones solteres, i en un 24% no eren unitats familiars. En el 19% dels habitatges hi vivien persones soles el 3,9% de les quals corresponia a persones de 65 anys o més que vivien soles. El nombre mitjà de persones vivint en cada habitatge era de 2,77 i el nombre mitjà de persones que vivien en cada família era de 3,19.
Per edats la població es repartia de la següent manera: un 30,1% tenia menys de 18 anys, un 9,8% entre 18 i 24, un 36,3% entre 25 i 44, un 18,2% de 45 a 60 i un 5,7% 65 anys o més.
L'edat mediana era de 31 anys. Per cada 100 dones de 18 o més anys hi havia 101,3 homes.
La renda mediana per habitatge era de 56.815 $ i la renda mediana per família de 63.387 $. Els homes tenien una renda mediana de 41.083 $ mentre que les dones 28.288 $. La renda per capita de la població era de 22.806 $. Entorn del 2,3% de les famílies i el 2,6% de la població estaven per davall del llindar de pobresa.

## Poblacions més properes
El següent diagrama mostra les poblacions més properes.